# Смолин (Брестская область)
Смо́лин (бел. Смолін) — деревня в Брестском районе Брестской области Беларуси, в 14 км к востоку от Бреста. Входит в состав Тельминского сельсовета.

## История
В письменных источниках известна с XVI века как село Смолина Брестского староства Троцкого воеводства ВКЛ.
Упоминается в метрике 1564 года короля Сигизмунда II Августа.
В XIX веке деревня — центр имения в Кобринском уезде Гродненской губернии.
В 1858 году — владение пани Стражаминской.
В 1905 году — деревня Збироговской волости того же уезда.
После Рижского мирного договора 1921 года — в составе гмины Збироги Кобринского повята Полесского воеводства Польши.
С 1939 года — в составе БССР.